# Lathyrus laetiflorus
Lathyrus laetiflorus är en ärtväxtart som beskrevs av Edward Lee Greene. Lathyrus laetiflorus ingår i släktet vialer, och familjen ärtväxter.

## Underarter
Arten delas in i följande underarter:
- L. l. alefeldii
- L. l. barbarae
- L. l. glaber
- L. l. laetiflorus